# Teodor Hultgren
Teodor Hultgren född 10 september 1870 i Snararp, Asby socken i Ydre härad, död 25 februari 1937 i Göteborg, var en svensk folkskollärare och diktare, mest känd som landsmålsdiktare på ydremål. Pseudonym: Teodor i Snararp.

## Biografi
Hultgren växte upp på gården Snararp vid den lilla fagra sjön Vinningen på Asby udde. Hans far, Isak Magnus Hultgren, var skollärare och organist och denne fick hjälp både med gården och undervisningen i skolan. Han gick i sin fars fotspår och utbildade sig till lärare vid folkskoleseminariet i Linköping. Han tog sin examen där 1892 och började som folkskollärare i Majorna, Göteborg. Där arbetade han i 39 år fram tills att han gick i pension 1931.
Det som främst inspirerade Hultgren var hans intensiva kärlek till hembygden. Han skrev på ydremål – det säregna språk som i hans barndom talades "hemböjda" i Ydre härad. Denna östgötadialekt är ett blandspråk, som på grund av sin närhet till Småland, skiljer sig från det övriga Östergötlands dialekter. Dikterna skildrar människornas hårda kamp och deras stolthet att tillhöra Sveriges kärna, "bonnafôlket". Upplevelser från den vackra naturen får sällskap av godhjärtat humoristiska och satiriska skildringar som avslöjar människans svagheter. Han skildrar också hur "dä går te" i olika sammanhang till exempel på "Momärken", marknaden i Österbymo.
Hans diktning är påverkad av klassiska svenska författare, särskilt Gustaf Fröding, men även Johan Ludvig Runeberg och Erik Gustaf Geijer. Dikterna publicerades i flera tidningar, bland annat Söndagsnisse-Strix samt i de två diktsamlingarna Stumpa å Stöcke och Glör. Efter hans död gavs Från Sommens stränder ut med dikter på både ydremål och rikssvenska.